# Vlado Bojovič
Vlado Bojovič, slovenski rokometaš, * 10. junij 1952, Celje.
Leta 1976 je na poletnih olimpijskih igrah v Montrealu v postavi jugoslovanske rokometne reprezentance osvojil peto mesto.